# In der Burwies
Das Naturschutzgebiet In der Burwies ist das kleinste Naturschutzgebiet im Landkreis Ahrweiler in Rheinland-Pfalz.
Das 1,9 ha große Gebiet, das im Jahr 1983 unter Naturschutz gestellt wurde, erstreckt sich südlich der Ortsgemeinde Weibern, direkt an der am südlichen Rand vorbeiführenden Landesstraße L 83. Der Weiberner Bach durchfließt das Gebiet. Schutzzweck ist die Erhaltung der Feuchtwiese mit ihren Tümpeln und Flachwasserzonen als Lebensraum seltener in ihrem Bestand bedrohter Vögel und Amphibien.